# Diocesi di Altoona-Johnstown
La diocesi di Altoona-Johnstown (in latino Dioecesis Altunensis-Johnstoniensis) è una sede della Chiesa cattolica negli Stati Uniti d'America suffraganea dell'arcidiocesi di Filadelfia. Nel 2022 contava 72.250 battezzati su 636.000 abitanti. È retta dal vescovo Mark Leonard Bartchak.

## Territorio

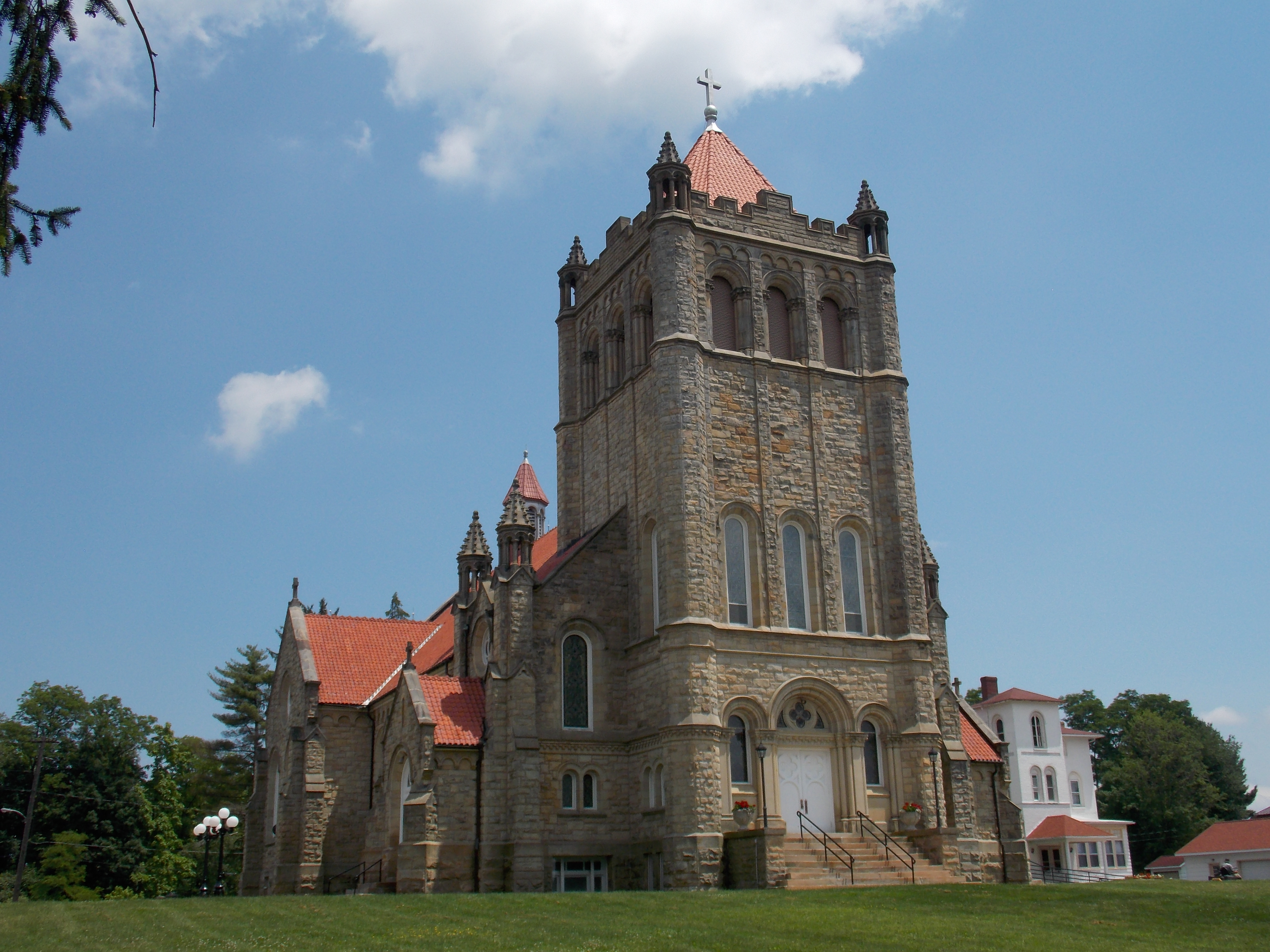
La basilica minore di San Michele arcangelo a Loretto.

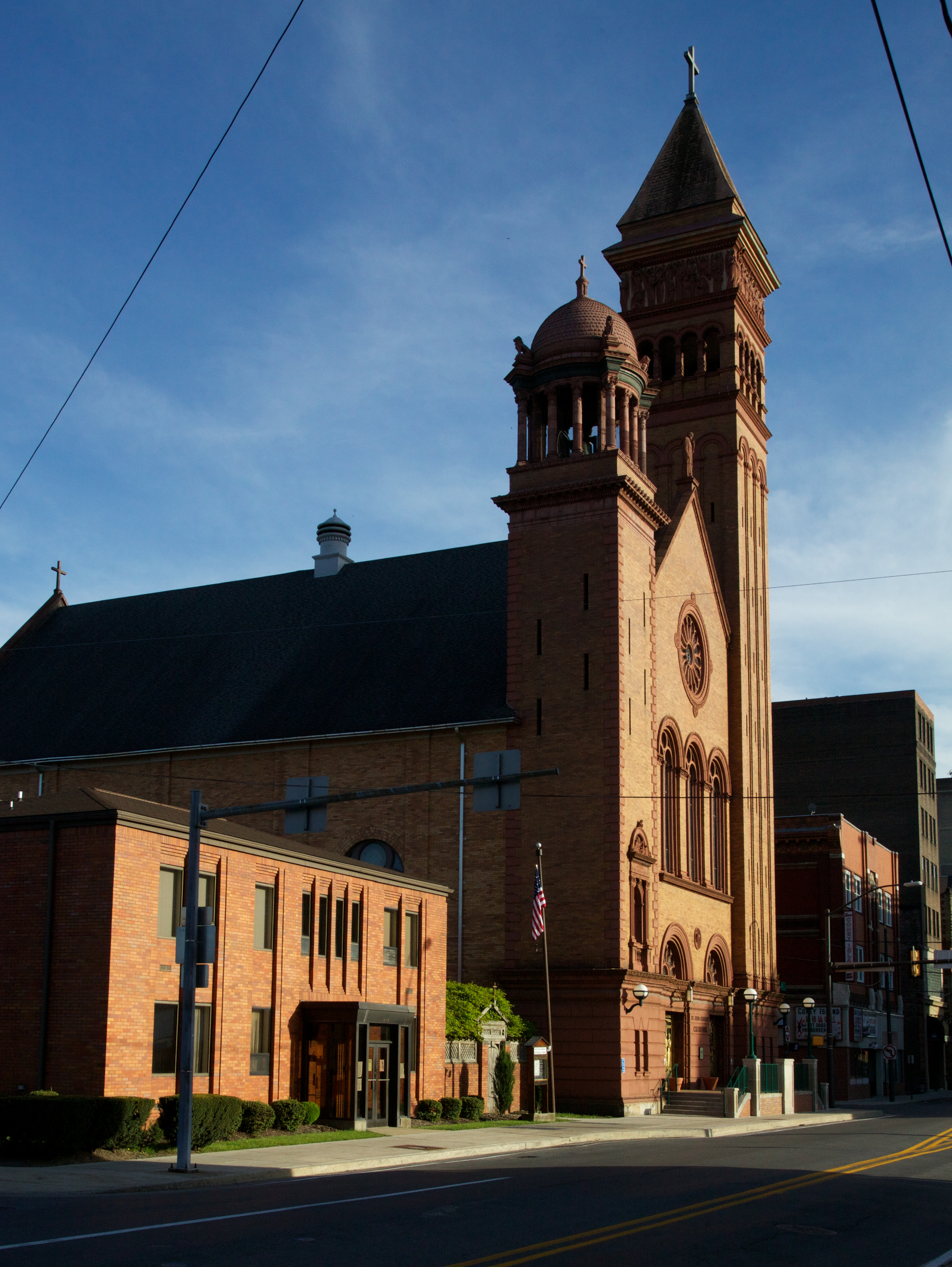
Concattedrale di San Giovanni Gualberto

La diocesi comprende 8 contee dello stato della Pennsylvania, negli Stati Uniti: Bedford, Blair, Cambria, Centre, Clinton, Fulton, Huntingdon e Somerset.
Sede vescovile è la città di Altoona, dove si trova la cattedrale del Santissimo Sacramento (Cathedral of the Blessed Sacrament). A Johnstown si trova la concattedrale di San Giovanni Gualberto (St. John Gualbert Cathedral). A Loretto sorge la basilica minore di San Michele arcangelo.
Il territorio si estende su 17.279 km² ed è suddiviso in 87 parrocchie.

## Storia
La diocesi di Altoona fu eretta il 30 maggio 1901 con il breve Ad supremum Apostolatus di papa Leone XIII, ricavandone il territorio dalle diocesi di Harrisburg e di Pittsburgh.
Il 9 ottobre 1957 per effetto del decreto In Altunensis della Congregazione Concistoriale la chiesa di San Giovanni Gualberto di Johnstown è stata elevata alla dignità di concattedrale e la diocesi ha assunto il nome attuale.

## Cronotassi dei vescovi
Si omettono i periodi di sede vacante non superiori ai 2 anni o non storicamente accertati.
- Eugene Augustine Garvey † (31 maggio 1901 - 22 ottobre 1920 deceduto)
- John Joseph McCort † (22 ottobre 1920 succeduto - 21 aprile 1936 deceduto)
- Richard Thomas Guilfoyle † (8 agosto 1936 - 10 giugno 1957 deceduto)
- Howard Joseph Carroll † (5 dicembre 1957 - 21 marzo 1960 deceduto)
- Joseph Carroll McCormick † (25 giugno 1960 - 4 marzo 1966 nominato vescovo di Scranton)
- James John Hogan † (23 maggio 1966 - 17 ottobre 1986 ritirato)
- Joseph Victor Adamec † (12 marzo 1987 - 14 gennaio 2011 ritirato)
- Mark Leonard Bartchak, dal 14 gennaio 2011

## Statistiche
La diocesi nel 2022 su una popolazione di 636.000 persone contava 72.250 battezzati, corrispondenti all'11,4% del totale.
| anno | popolazione | popolazione | popolazione | presbiteri | presbiteri | presbiteri | presbiteri                | diaconi | religiosi | religiosi | parrocchie |
| anno | battezzati  | totale      | %           | numero     | secolari   | regolari   | battezzati per presbitero | diaconi | uomini    | donne     | parrocchie |
| ---- | ----------- | ----------- | ----------- | ---------- | ---------- | ---------- | ------------------------- | ------- | --------- | --------- | ---------- |
| 1950 | 135.377     | 619.257     | 21,9        | 231        | 132        | 99         | 586                       |         | 101       | 73        | 111        |
| 1959 | 152.918     | 625.356     | 24,5        | 231        | 149        | 82         | 661                       |         | 108       | 66        | 114        |
| 1966 | 144.900     | 626.707     | 23,1        | 292        | 148        | 144        | 496                       |         | 150       | 581       | 136        |
| 1970 | 146.604     | 626.707     | 23,4        | 266        | 150        | 116        | 551                       |         | 146       | 471       | 119        |
| 1976 | 145.569     | 627.403     | 23,2        | 254        | 159        | 95         | 573                       | 1       | 156       | 275       | 136        |
| 1980 | 157.300     | 631.000     | 24,9        | 276        | 177        | 99         | 569                       | 2       | 161       | 271       | 136        |
| 1990 | 125.150     | 708.100     | 17,7        | 240        | 166        | 74         | 521                       | 6       | 82        | 240       | 136        |
| 1999 | 115.210     | 647.357     | 17,8        | 217        | 156        | 61         | 530                       | 19      | 10        | 106       | 112        |
| 2000 | 114.987     | 645.132     | 17,8        | 213        | 148        | 65         | 539                       | 24      | 76        | 83        | 110        |
| 2001 | 110.651     | 641.763     | 17,2        | 211        | 149        | 62         | 524                       | 30      | 73        | 83        | 103        |
| 2002 | 112.426     | 645.268     | 17,4        | 205        | 143        | 62         | 548                       | 29      | 66        | 87        | 100        |
| 2003 | 110.122     | 645.268     | 17,1        | 194        | 138        | 56         | 567                       | 30      | 64        | 107       | 99         |
| 2004 | 108.202     | 645.268     | 16,8        | 189        | 136        | 53         | 572                       | 32      | 63        | 90        | 99         |
| 2006 | 103.694     | 644.307     | 16,1        | 189        | 131        | 58         | 548                       | 34      | 66        | 80        | 97         |
| 2012 | 109.500     | 678.000     | 16,2        | 174        | 118        | 56         | 629                       | 36      | 64        | 70        | 88         |
| 2015 | 84.368      | 648.109     | 13,0        | 166        | 112        | 54         | 508                       | 38      | 65        | 66        | 87         |
| 2018 | 75.468      | 652.258     | 11,6        | 159        | 106        | 53         | 474                       | 38      | 66        | 67        | 86         |
| 2020 | 72.599      | 637.530     | 11,4        | 185        | 99         | 86         | 392                       | 39      | 139       | 71        | 86         |
| 2022 | 72.250      | 636.000     | 11,4        | 170        | 96         | 74         | 425                       | 39      | 92        | 57        | 87         |